# A gu gu
A gu gu – pierwszy album zespołu Arka Noego wydany w 2000 roku.
Płyta sprzedała się w nakładzie 5 mln egzemplarzy.

## Lista utworów
1. "Tato (nie boję się gdy ciemno jest)" (Robert Friedrich) - 3:10
2. "A gu gu" (Robert Friedrich) - 2:02
3. "Święty święty uśmiechnięty" (Robert Friedrich) - 3:38
4. "Przebaczone winy darowane długi" (Robert Friedrich) - 3:34
5. "Najlepsza modlitwa na świecie" (Elżbieta Malejonek - Robert Friedrich) - 2:58
6. "Nigdy nie zostawisz mnie" (Elżbieta Malejonek) - 2:55
7. "Ja jestem" (Robert Friedrich) - 3:14
8. "Ona powiedziała tak" (Robert Friedrich) - 2:58
9. "Sieje je" (Robert Friedrich) - 3:59
10. "Jezus ratownik" (Robert Friedrich) - 3:13

Płyta zawiera także wersje instrumentalne ww. utworów oraz teledysk do piosenki "Święty święty uśmiechnięty".

## Twórcy

### Dzieci
- Maria Friedrich
- Viki Friedrich
- Róża Friedrich
- Halszka Starosta
- Malwina Starosta
- Kasia Malejonek
- Ola Malejonek
- Martyna Szczepaniak
- Dominik Szczepaniak
- Kaja Chmiel
- Marta Sosulska
- Mikołaj Pospieszalski
- Marek Pospieszalski

#### Goście
- Szczepan Pospieszalski
- Igor Sadurski
- Dominik Bojarski
- Marek Bojarski
- Filip Bojarski
- Franek Bojarski
- Tomek Bojarski
- Kuba Biegaj
- Piotrek Biegaj
- Annamaria Górny
- Michał Piotrowski
- Przemo Witaszek

### Dorośli
- Robert Friedrich
- Marcin Pospieszalski
- Joszko Broda
- Dariusz Malejonek
- Maciej Starosta

#### Goście
- Piotr Żyżelewicz [10]
- Tomir Szczerbal [9]
- Zespół "Genezaret" [10]

## Informacje dodatkowe
- Producent: Robert Friedrich, S.D.C.
- Nagrywali i miksowali: Edward "Edziu" Sosulski, Robert Friedrich, Andrzej Zieliński, Sebastian Włodarczyk
- Nagrano w studio: Psalm - Warszawa, Edycja Św. Pawła - Częstochowa, Hellenic - Poznań
- Mastering: Grzegorz Piwkowski